# Rádio Praia
A Rádio Praia, no ar desde 27 de agosto de 2001, é uma estação de rádio portuguesa com sede no Porto Santo, Madeira. Faz parte do Grupo Sousa e opera na frequência 91.6 MHz FM. É, também, o único órgão de comunicação com sede nesta ilha.